# Бучина в урочищі «Братерщина»
Бучи́на в уро́чищі «Брате́рщина» — ботанічна пам'ятка природи місцевого значення в Україні.
Розташована поблизу села Борщівка Кременецького району Тернопільської області, у кв. 22 вид. 4 Лановецького лісництва у межах лісового урочища «Братерщина».
Оголошена об'єктом природно-заповідного фонду рішенням Тернопільської обласної ради від 21 серпня 2000 № 187. Перебуває у віданні державного лісогосподарського об'єднання «Тернопільліс».
Площа — 4 га.
Під охороною — буково-ясеневі насадження 1а бонітету віком 70 р.